# Supermercados DB
O Grupo DB é uma rede de supermercados do Brasil fundada em 1982 na cidade de Manaus que atua nos estados do Amazonas, Rondônia e Roraima. É a maior rede varejista de hipermercados e supermercados da Região Norte do Brasil. São 27 lojas: 12 supermercados e 15 hipermercados, sendo 22 delas em Manaus, quatro hipermercados em Boa Vista e um em Porto Velho. Ao todo, o Grupo DB emprega mais de 4 mil pessoas.

## História

### 1982-1995 (fundação e consolidação)
O Grupo DB teve início em 1982. Como uma empresa originária do ramo atacadista, seguiu para o varejo posteriormente. 
Lançou em 1995 o primeiro hipermercado do Amazonas. Poucos meses depois era inaugurado o Hiper DB Paraíba: uma loja 24 horas, equipada com o que havia de moderno em tecnologia para hipermercado no país. Foi a evolução no segmento de supermercados e a consagração de uma estratégia.

### Expansão
Em 2008 a rede inaugurou um hipermercado com atenção especial para o meio ambiente com conceitos de sustentabilidade no tratamento de esgoto, iluminação e para manter a temperatura interna da loja agradável.
A Rede DB implantou seu cartão próprio - Cartão Clube Demais. Quem possui o cartão faz parte de um grande clube de compras e vantagens com novidades e promoções a cada mês. Além de condições especiais de pagamento. Atualmente são 27 lojas nos estados do Amazonas, Rondônia e Roraima.

### Shopping Center
O Grupo DB abriu em 27 de novembro de 2014 o primeiro shopping construído na Zona Norte de Manaus, o Sumaúma Park Shopping. Está localizado próximo à primeira Unidade de Conservação do Amazonas, o Parque Estadual Sumaúma.
Dentro dos 154 mil m² de área construída, há 45 mil m² de área bruta locável (ABL). O empreendimento conta, ainda, com um hipermercado DB, nove lojas âncoras, uma praça de alimentação com 18 restaurantes integrados a um deck com vista para o Parque Sumaúma.